# Persone di nome Solomon
| Questa pagina contiene informazioni ricavate automaticamente dalle voci biografiche con l'ausilio del template Bio e di un bot. L'aggiornamento è periodico e automatico e ricostruisce completamente la pagina. Se manca una persona in questa lista, sei pregato di non aggiungerla, ma accertati piuttosto che la sua voce biografica contenga il template Bio e che i dati anagrafici siano correttamente compilati. Se il template Bio manca, inseriscilo tu stesso o, in alternativa, metti l'avviso {{tmp\|Bio}} che ne segnala la mancanza. Se i dati riportati sono sbagliati, correggi direttamente la voce biografica; le modifiche saranno visibili in questa lista entro pochi giorni. Per chiarimenti vedi il progetto antroponimi. La lista contiene solo le 61 persone che sono citate nell'enciclopedia e per le quali è stato implementato correttamente il template Bio. Pagina aggiornata al 22 lug 2025. |

Questa è una lista di persone presenti nell'enciclopedia che hanno il nome Solomon, suddivise per attività principale.

## Artisti(1)
- Sol LeWitt, artista statunitense (Hartford, n. 1928 - New York, † 2007)

## Attivisti(1)
- Solomon Mahlangu, attivista sudafricano (Mamelodi, n. 1956 - Pretoria, † 1979)

## Attori(2)
- Paul Frees, attore e doppiatore statunitense (Chicago, n. 1920 - Tiburon, † 1986)
- Solomon Michajlovič Michoėls, attore russo (Dwinsk, n. 1890 - Minsk, † 1948)

## Bassisti(1)
- Solomon Walker, bassista statunitense (Wilmette, n. 1971)

## Botanici(1)
- Solomon Wasser, botanico e micologo ucraino (Leopoli, n. 1946)

## Calciatori(14)
- Solomon Asante, calciatore burkinabé (Kumasi, n. 1990)
- Solomon Duah, calciatore finlandese (Kitee, n. 1993)
- Solomon Grimes, ex calciatore liberiano (Monrovia, n. 1987)
- Solomon Henry, calciatore montserratiano (Londra, n. 1983)
- Solomon John, calciatore nigeriano (n. 2001)
- Solomon K'virk'velia, calciatore georgiano (Samtredia, n. 1992)
- Solomon Kwambe, calciatore nigeriano (Benue, n. 1993)
- Solly March, calciatore inglese (Eastbourne, n. 1994)
- Solomon Okoronkwo, ex calciatore nigeriano (Lagos, n. 1987)
- Solomon Owello, calciatore nigeriano (n. 1988)
- Solomon Bonnah, calciatore olandese (Amsterdam, n. 2003)
- Solomon Owusu, calciatore norvegese (Accra, n. 1995)
- Brandon Thomas-Asante, calciatore ghanese (Milton Keynes, n. 1998)
- Solomon Udo, calciatore nigeriano (Ikot Ekpene, n. 1995)

## Cantanti(1)
- Solomon Burke, cantante statunitense (Filadelfia, n. 1940 - Haarlemmermeer, † 2010)

## Cestisti(4)
- Solomon Bozeman, ex cestista statunitense (Little Rock, n. 1987)
- Solomon Hill, cestista statunitense (Los Angeles, n. 1991)
- Solomon Jones, ex cestista statunitense (Eustis, n. 1984)
- Solomon Young, cestista statunitense (Sacramento, n. 1998)

## Chimici(1)
- Solomon Farley Acree, chimico statunitense (McGregor, n. 1875 - Washington, † 1957)

## Collezionisti d'arte(1)
- Solomon R. Guggenheim, collezionista d'arte statunitense (Filadelfia, n. 1861 - New York, † 1949)

## Giocatori di football americano(6)
- Solomon Bates, ex giocatore di football americano statunitense (n. 1982)
- Solomon Byrd, giocatore di football americano statunitense (Palmdale, n. 1999)
- Solomon Elimimian, giocatore di football americano nigeriano (Calabar, n. 1986)
- Solomon Kindley, giocatore di football americano statunitense (Jacksonville, n. 1997)
- Solomon Thomas, giocatore di football americano statunitense (Chicago, n. 1995)
- Alijah Vera-Tucker, giocatore di football americano statunitense (Oakland, n. 1999)

## Giornalisti(2)
- John Gates, giornalista e attivista statunitense (New York, n. 1913 - Miami Beach, † 1992)
- Solomon Šereševskij, giornalista russo (Toržok, n. 1886 - † 1958)

## Linguisti(1)
- Solomon Birnbaum, linguista austriaco (Vienna, n. 1891 - Toronto, † 1989)

## Matematici(2)
- Solomon Golomb, matematico statunitense (Baltimora, n. 1932 - Los Angeles, † 2016)
- Solomon Marcus, matematico e pedagogista rumeno (Bacău, n. 1925 - Bucarest, † 2016)

## Medici(1)
- Solomon Ashkenazi, medico e imprenditore ottomano (Udine - Istanbul, † 1602)

## Mezzofondisti(1)
- Solomon Bushendich, ex mezzofondista e maratoneta keniota (n. 1984)

## Multiplisti(1)
- Solomon Simmons, multiplista statunitense (n. 1993)

## Musicisti(2)
- Solomon Linda, musicista, compositore e cantautore sudafricano (Città del Capo, n. 1909 - Johannesburg, † 1962)
- Solomon Northup, musicista, scrittore e attivista statunitense (Minerva, n. 1808)

## Pallanuotisti(1)
- Solly Yach, pallanuotista sudafricano (n. 1927 - Città del Capo, † 1993)

## Pianisti(1)
- Solomon Cutner, pianista inglese (Londra, n. 1902 - Londra, † 1988)

## Politici(3)
- Solomon Bandaranaike, politico singalese (Colombo, n. 1899 - Colombo, † 1959)
- Solomon Ortiz, politico statunitense (Robstown, n. 1937)
- Sol Star, politico e imprenditore statunitense (Baviera, n. 1840 - Deadwood, † 1917)

## Psicologi(1)
- Solomon Asch, psicologo polacco (Varsavia, n. 1907 - Haverford, † 1996)

## Rabbini(4)
- Solomon Judah Loeb Rapoport, rabbino austriaco (Lemberg, n. 1786 - Praga, † 1867)
- Solomon Schechter, rabbino e pedagogo romeno (Focșani, n. 1847 - New York, † 1915)
- Solomon Schonfeld, rabbino britannico (n. 1912 - † 1984)
- Solomon Sirilio, rabbino spagnolo (Spagna, n. 1485 - Gerusalemme, † 1554)

## Registi(1)
- Solomon Abramovič Šuster, regista sovietico (Leningrado, n. 1934 - Berlino, † 1995)

## Scrittori(4)
- Sol Plaatje, scrittore sudafricano (n. 1876 - † 1932)
- Sholem Aleichem, scrittore e drammaturgo ucraino (Poltava, n. 1859 - New York, † 1916)
- Solomon Moiseevič Volkov, scrittore e musicologo russo (Leninabad, n. 1944)
- Sol Yurick, scrittore statunitense (New York, n. 1925 - New York, † 2013)

## Sovrani(1)
- Solomon kaDinuzulu, sovrano zulu (n. 1891 - † 1933)

## Tenori(1)
- Solomon Markovič Hromčenko, tenore russo (Zlatopol,, n. 1907 - Mosca, † 2002)

## Velocisti(1)
- Solomon Bockarie, velocista sierraleonese (Makeni, n. 1987)